# Beilschmiedia dictyoneura
Beilschmiedia dictyoneura är en lagerväxtart som beskrevs av André Joseph Guillaume Henri Kostermans. Beilschmiedia dictyoneura ingår i släktet Beilschmiedia och familjen lagerväxter. Inga underarter finns listade i Catalogue of Life.